# Safa Soliman
Safa Soliman (22 de noviembre de 2006) es una deportista egipcia que compite en judo. Ganó una medalla de bronce en los Juegos Panafricanos de 2023, en la prueba de equipo mixto.

## Palmarés internacional
| Juegos Panafricanos | Juegos Panafricanos | Juegos Panafricanos | Juegos Panafricanos |
| Año                 | Lugar               | Medalla             | Categoría           |
| ------------------- | ------------------- | ------------------- | ------------------- |
| 2023                | Acra (Ghana)        | Medalla de bronce   | Equipo mixto        |